# Deca Dance
Deca Dance è il terzo album in studio del rapper italiano J-Ax, pubblicato il 12 giugno 2009 dalla Best Sound.

## Descrizione
Anticipato dall'omonimo singolo Deca Dance, uscito il 21 maggio 2009, l'album ha debuttato al terzo posto della classifica italiana degli album.
Nel 2015 l'album è stato ristampato in formato vinile assieme agli album Di sana pianta, Rap n' Roll e Meglio prima (?), con alcune copie in edizione limitata autografate da J-Ax.

## Tracce
1. Vecchia scuola (feat. Jovanotti) (prod. Guido Style)
2. Deca Dance (prod. Fausto Cogliati)
3. Il commercialista (feat. Marracash) (prod. Guido Style)
4. I bei tempi (prod. Guido Style)
5. Come un sasso (prod. Guido Style)
6. I Love Paranoia (prod. Fabio B)
7. Immorale (prod. Guido Style)
8. Come Willy l'orbo (feat. Grido) (prod. THG)
9. Anni amari (feat. Pino Daniele) (prod. Guido Style)
10. Vendesi idolo (prod. Guido Style)

## Formazione
- J-Ax – voce
- Fausto Cogliati – chitarra
- DJ Zak – scratch
- Guido Style – cori
- Pino Daniele – chitarra (traccia 9)

## Classifiche

### Classifiche settimanali
| Classifica (2009) | Posizione massima |
| ----------------- | ----------------- |
| Italia            | 3                 |

### Classifiche di fine anno
| Classifica (2009) | Posizione |
| ----------------- | --------- |
| Italia            | 56        |